# Hormomyces peniophorae
Hormomyces peniophorae är en svampart som beskrevs av P. Roberts 1997. Hormomyces peniophorae ingår i släktet Hormomyces och familjen Tremellaceae.   Inga underarter finns listade i Catalogue of Life.